# Mendoncia obovata
Mendoncia obovata är en akantusväxtart som beskrevs av Gustav Lindau. Mendoncia obovata ingår i släktet Mendoncia och familjen akantusväxter. Inga underarter finns listade i Catalogue of Life.